# Lac Guacho
Pour les articles homonymes, voir Guacho.
Le Lac Guacho, en Argentine, est un lac andin d'origine glaciaire situé à l'ouest de la province de Chubut, dans le département de Languiñeo, en Patagonie. 

## Situation
Le lac Guacho s'allonge du nord-ouest vers le sud-est sur quelque 4,6 kilomètres. Il est situé à plus ou moins dix kilomètres au nord de la partie orientale du lac General Vintter.  

## Hydrologie
Il reçoit les eaux du lac Guacho supérieur dont l'émissaire, long d'à peine 150 mètres, lui apporte les eaux à son extrémité nord-ouest, et constitue son principal affluent.
Son émissaire, l'arroyo Guacho, prend naissance au niveau de son extrémité sud-est, et globalement se dirige également vers le sud-est. Il conflue en rive gauche avec le río Carrenleufú. 